# Янежево Брдо
Янежево Брдо (словен. Janeževo Brdo) — поселення в общині Ілірська Бистриця, Регіон Нотрансько-крашка, Словенія. Висота над рівнем моря: 585,6 м.